# Блонди
 Тази статия е за американската рок група.  За кучето на Хитлер вижте Блонди (куче).  
„Блонди“ (на английски: Blondie) е американска рок група, основана през 1975 г. от певицата Деби Хари и китариста Крис Стейн. Тя става един от пионерите на ню уейв и пънк рок музиката в Съединените щати в средата на 70-те години.

## Дискография
Студийни албуми
- Blondie (1976)
- Plastic Letters (1977)
- Parallel Lines (1978)
- Eat to the Beat (1979)
- Autoamerican (1980)
- The Hunter (1982)
- No Exit (1999)
- The Curse of Blondie (2003)
- Panic of Girls (2011)
- Ghosts of Download (2014)
- Pollinator (2017)